# Saint-Christophe-à-Berry
Saint-Christophe-à-Berry – miejscowość i gmina we Francji, w regionie Hauts-de-France, w departamencie Aisne.
Według danych na styczeń 2014 roku gminę zamieszkiwało 430 osób, a gęstość zaludnienia wynosiła 55,6 osób/km².